# Passeport de l'Autorité palestinienne
Le passeport de l'Autorité palestinienne (en arabe : جواز سفر السلطة الفلسطينية) est un passeport créé par l'Autorité palestinienne pour les résidents palestiniens de Palestine pour leur ouvrir des voyages internationaux.

## Histoire

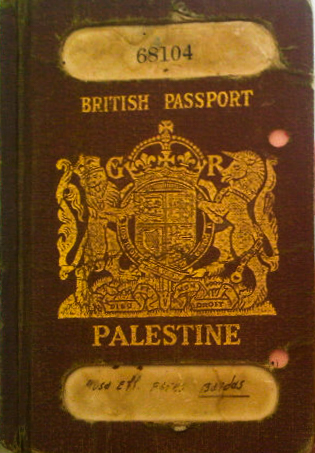
Passeport de la Palestine sous le mandat britannique

Il existait un passeport de Palestine sous le mandat britannique, il était alors rattaché à cette nationalité.

## Liste des pays sans visa ou visa à l'arrivée
En 2021, les citoyens palestiniens peuvent entrer sans visa préalable (soit absence de visa, soit visa délivré lors de l'arrivée sur le territoire) dans 37 pays et territoires pour des voyages d'affaires ou touristiques de courte durée. Selon l'étude de Henley & Partners, l'Autorité palestinienne est classée cent onzième, à égalité avec le Népal en termes de liberté de voyages internationaux.

Palestine
Visa non nécessaire
Visa à l'arrivée
Système de visa électronique
Visa requis avant l'arrivée
Admission refusée